# William Carpentier
William Carpentier (n. secolul al XX-lea, Edmonton, Alberta, Canada) este un medic canadiano–american, cunoscut pentru activitatea sa ca chirurg al astronauților misiunii Apollo 11, prima navă cu echipaj uman care a ajuns pe suprafața Lunii. Carpentier spune că acesta a fost punctul culminant al carierei sale.
În lunile care au urmat misiunii Apollo 11, Carpentier a devenit cunoscut ca medic de renume mondial.
Ulterior, s-a ocupat de cercetare în domeniul medicinei nucleare.
Carpentier a primit „Medaliei Prezidențială a Libertății”, cu care a fost decorat pentru rolul său în cadrul misiunii Apollo 13.

## Tinerețe și educație
William Carpentier s-a născut în Edmonton, Alberta  și a crescut în Lake Cowichan, Columbia Britanică. Mama sa a fost canadiană, iar tatăl său provenea din Rhode Island. Carpentier a urmat școala secundară Lake Cowichan și și-a continuat studiile la Colegiul Victoria. În 1961 a absolvit Facultatea de Medicină a Universității din Columbia Britanică.
Potrivit lui Carpentier, realizările lui Alan Shepard și ale lui Yuri Gagarin i-au trezit interesul pentru explorarea spațiului și – după școala medicală – s-a mutat în Ohio, pentru a urma studii suplimentare în medicina aviatică la Ohio State University.

## Carieră
Carpentier a fost selectat ca chirurg stagiar de către Administrația Națională Aeronautică și Spațială (NASA) a SUA în ianuarie 1965 și a devenit chirurg de zbor în iulie 1966. Potrivit lui Carpentier, acesta a solicitat numirea la Corpul Astronauților, dar – în calitate de canadian – el nu a fost eligibil pentru acesta. Deși a luat în considerație renunțarea la cetățenia sa, el a ales să nu aplice pentru naturalizare ca american, proces care ar fi durat câțiva ani.

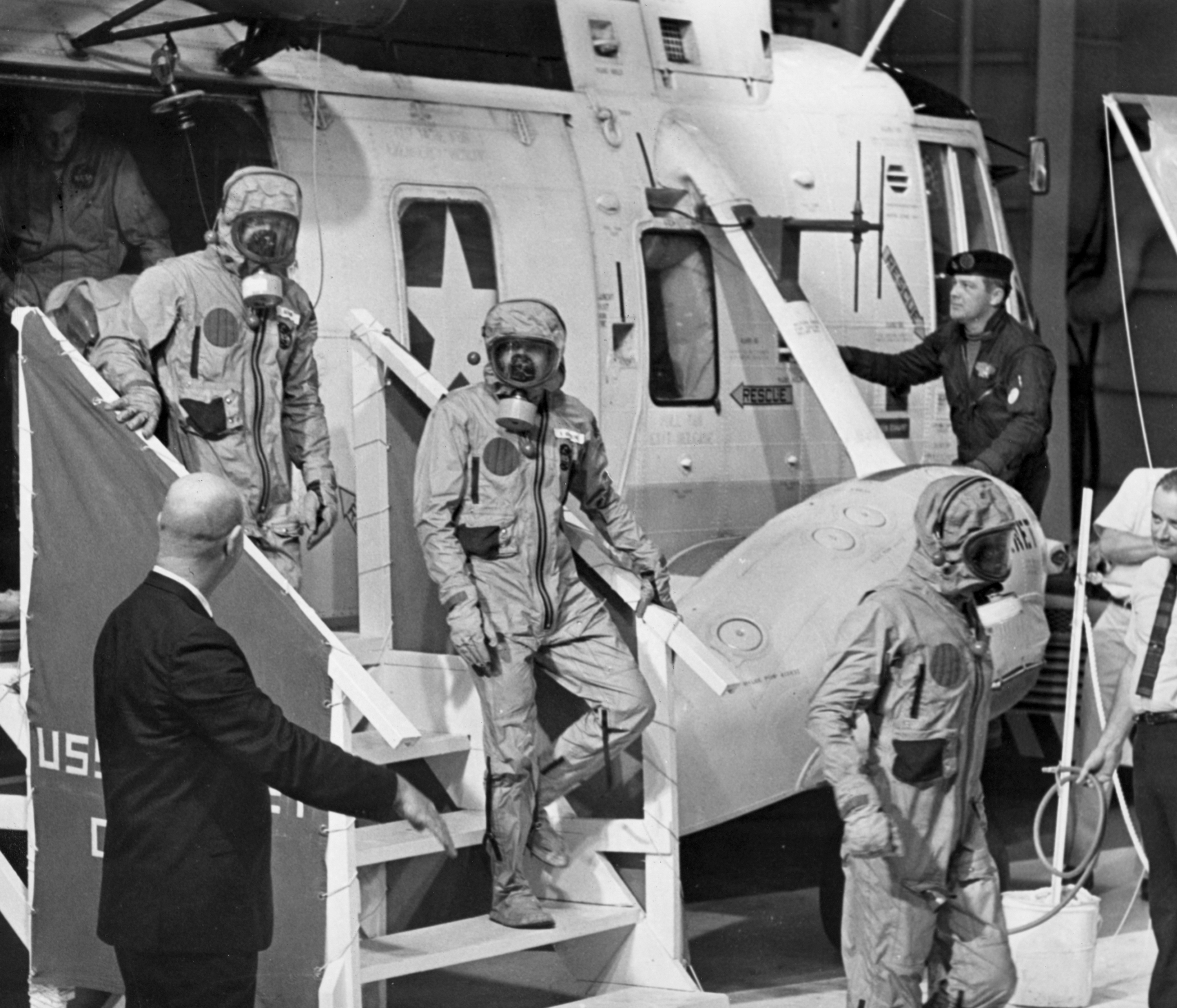
William Carpentier (aflat în interiorul elicopterului) îi urmează pe Armstrong, Collins și Aldrin în momentul în care coboară pe puntea USS Hornet, în urma recuperării modulului de comandă a misiunii Aplollo 11.

În cele din urmă a servit ca membru al personalului medical desemnat pentru mai multe misiuni Gemeni și Apollo, inclusiv ca chirurg de zbor pentru Apollo 11 și Apollo 13. În timpul recuperării astronauților mosiunii Apollo 11 ( Neil Armstrong, Michael Collins și Buzz Aldrin) din Oceanul Pacific, Carpentier a fost repartizat pe Helicopter 66, elicopterul primar de salvare care i-a transportat pe astronauți la USS Hornet aflat în așteptare. Atât Carpentier, cât și John Hirasaki (inginer NASA), au venit în contact cu pulberea lunară, motiv pentru care s-au alăturat astronauților în carantina de douăzeci și una de zile. În perioada care a urmat eliberării din izolare, cerințele de publicitate pentru Armstrong, Collins și Aldrin a devenit atât de intense, încât Carpentier a fost uneori solicitat pentru apariții publice în locul acestora, după ce un publicist al Departamentului de Stat al Statelor Unite a concluzionat că medicul este „suficient de renumit”. În timpul călătoriei pe Air Force One, Carpentier a fost înregistrat de echipaj în manifestul de zbor sub inițialele „PAM”, „world famous physician” (medicul faimos în întreaga lume), un titlu cu care a rămas întreaga viață.
În 1973, după finalizarea unui stagiu de medicină nucleară la Universitatea Baylor, Carpentier a intrat în sectorul privat, ca cercetător la Texas' Scott & White Healthcare, unde a petrecut treizeci de ani, înainte de retragea din 2003. După pensionare, Carpentier s-a întors la NASA în calitate de consultant, unde studiază sistemul cardiovascular al astronauților.
În 2012, Carpentier a revenit pe fostul portavion USS Hornet al US Navy, cel pe care a fost ținut în carantină alături de Armstrong, Collins, și Aldrin cu 43 de ani înainte, pentru a-l comemora pe Armstrong, recent decedat.

## Viața personală
Carpentier este căsătorit. În 1993 a renunțat la cetățenia canadiană. În 2013 locuia în Belton, Texas.

## Moștenire
Carpentier a fost decorat cu „Medalia Prezidențială a Libertății”, cu care a fost decorat pentru rolul său în cadrul misiunii Apollo 13. O fântână din Lake Cowichan's Central Park îi este dedicată Carpentier.

## Legături externe
- film of Carpentier entering quarantine with Apollo 11 astronauts in 1969
- Campbell, Mark R. (1 septembrie 2017). „Dr. William Carpentier—Apollo 11 Flight Surgeon”. Aerospace Medicine and Human Performance. 88 (9): 892–893. doi:10.3357/AMHP.4880.2017.